# Leucobryum guadalupense
Leucobryum guadalupense là một loài Rêu trong họ Dicranaceae. Loài này được (Lindb.) Paris mô tả khoa học đầu tiên năm 1897.